# Siek (Niederung)

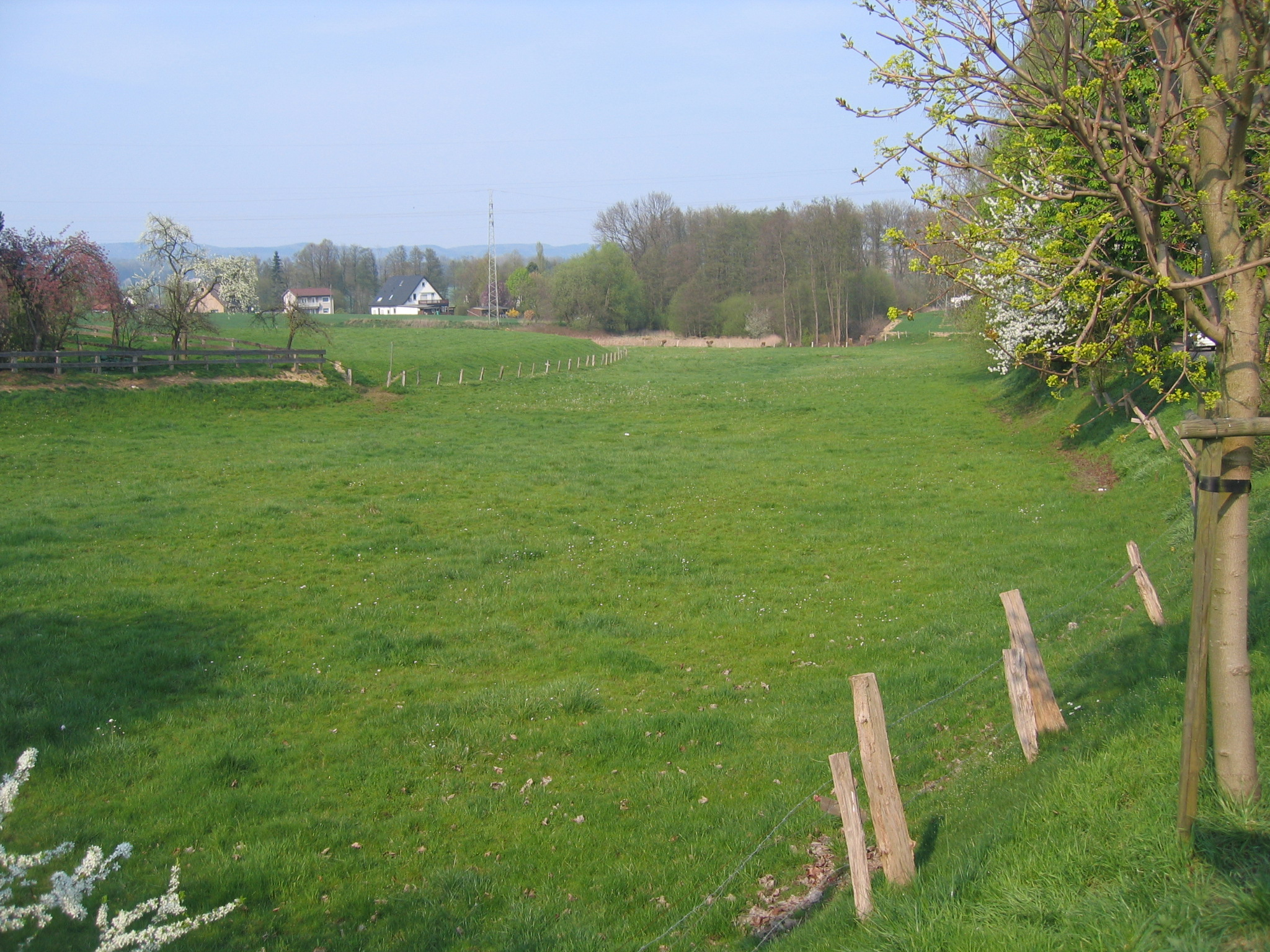
Siek in Bünde

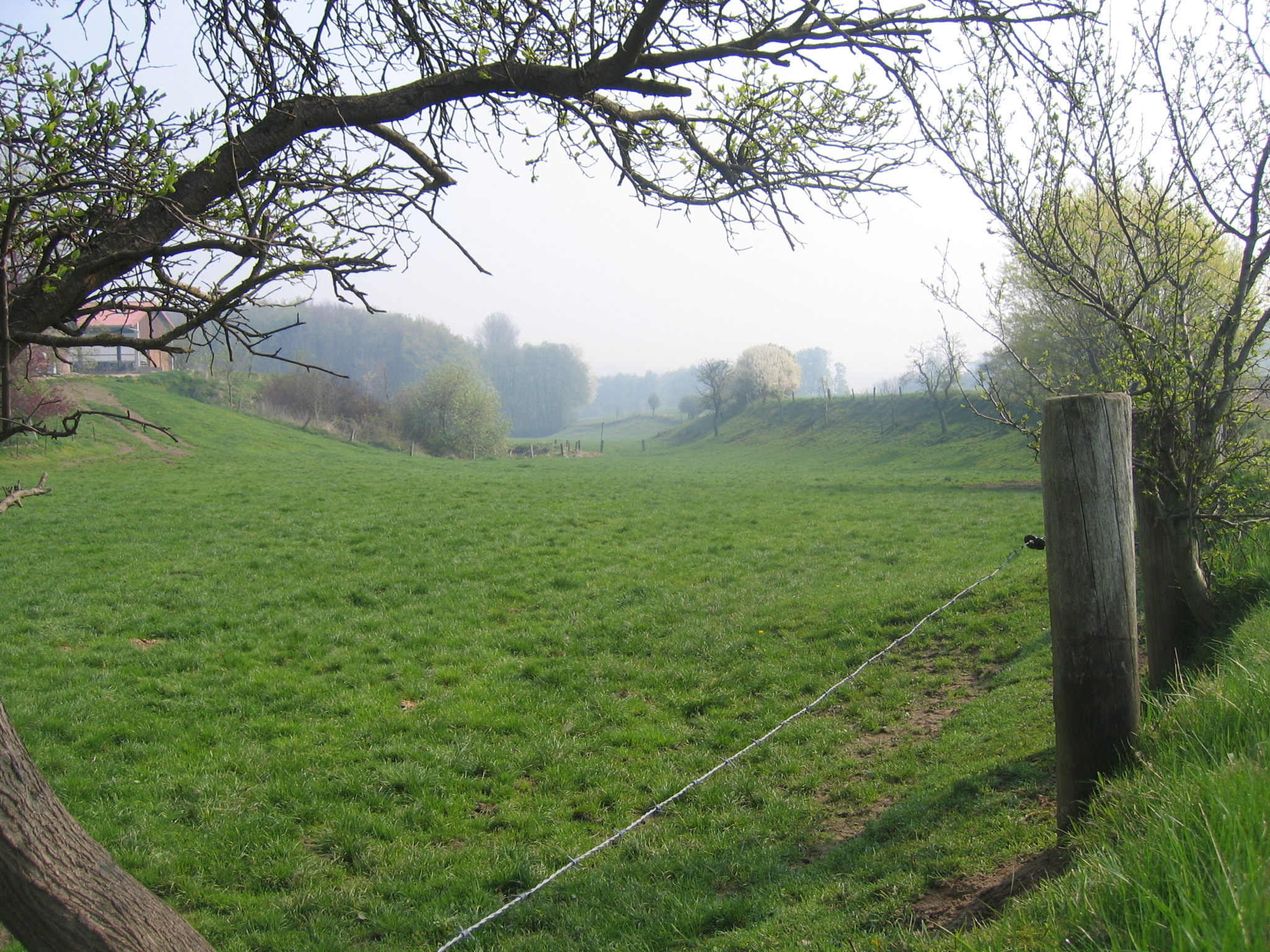
Siek in Ostkilver. Deutlich ist der tiefe Geländeeinschnitt zu erkennen.

Siek bezeichnet im Allgemeinen eine feuchte Niederung.

Im Besonderen werden als Sieke bestimmte typische Kulturlandschaftselemente im östlichen Westfalen, vor allem in Lippe und im Osnabrücker und Ravensberger Land, bezeichnet. In Ostwestfalen ist „Siek“ daher ein sehr häufiger Bestandteil von Flur-, Straßen-, Orts- und Eigennamen, zum Beispiel „Heidsiek“, „Siekhorst“, „Im Siek“, „Siekmann“, „Sieker“ usw.

## Entstehung
Die fruchtbaren Lössböden sind hier meist von einer Vielzahl an Bächen und Quell-Rinnsälen durchzogen, die ehemals in versumpften Kerbtälern flossen. Sieke sind und waren jedoch nicht immer von einem Bachlauf durchzogen, aber zumindest immer bodenfeucht. Im Verlauf der mittelalterlichen und frühneuzeitlichen Kultur- und Kultivierungsgeschichte hat der Mensch dergestalt in diese natürlichen Formationen eingegriffen, als dass er die Kerbtäler durch Abstich der Kanten (das so genannte „Wiesenbrechen“ durch Wiskenmaker) in Trog- und Kastentäler verwandelte und die eventuell vorhandenen Bachläufe so regulierte, dass sie in geraden Betten am Rande eines solchen Kastentals flossen. Ziel dieser Maßnahme war zum einen die Schaffung von feuchtem Grünland in den nun breiten und zugänglichen Bachauen, die dann extensiv bewirtschaftet werden konnten. Zweitens wurden die abgestochenen Grasplaggen zur Düngung der umliegenden Felder verwendet (Plaggendüngung). Im Ravensberger Land sind Sieke daher meist enge, unvermittelt in die Landschaft einschneidende Trogtäler, die neben ackerbaulich genutzten Kuppen liegen (Plaggenesche), die durch die Plaggendüngung zusätzlich erhöht wurden.

## Bedeutung heute
Da aufgrund der veränderten Produktionsbedingungen in der modernen Landwirtschaft die Grünlandbereiche in den Sieken ökonomisch weitgehend überflüssig geworden sind, würden viele ungenutzte Sieke ohne Mahd und Pflege auf Dauer wieder versumpfen und sich etwa in Schwarzerlenbrüche verwandeln. Dem Naturschutz und der Kulturlandschaftspflege kommt heute die Aufgabe zu, ein ausgewogenes Verhältnis zwischen renaturierenden Sieken auf der einen und regelmäßig gemähten Grünlandsieken auf der anderen Seite zu sichern. Ein Beispiel für geschützte Sieksysteme sind zum Beispiel das Kilverbachtal ⊙ und das Wöhrener Siek im Ravensberger Land.

## Siepen
Etymologisch eventuell verwandt bzw. begrifflich ähnlich ist die Talform „Siepen“, die sich vor allem im südwestfälischen Raum finden lässt und ganz allgemein auch bodenasse Täler, meist allerdings wasserführende V-Täler, beschreibt.